# Aung San Suu Kyi

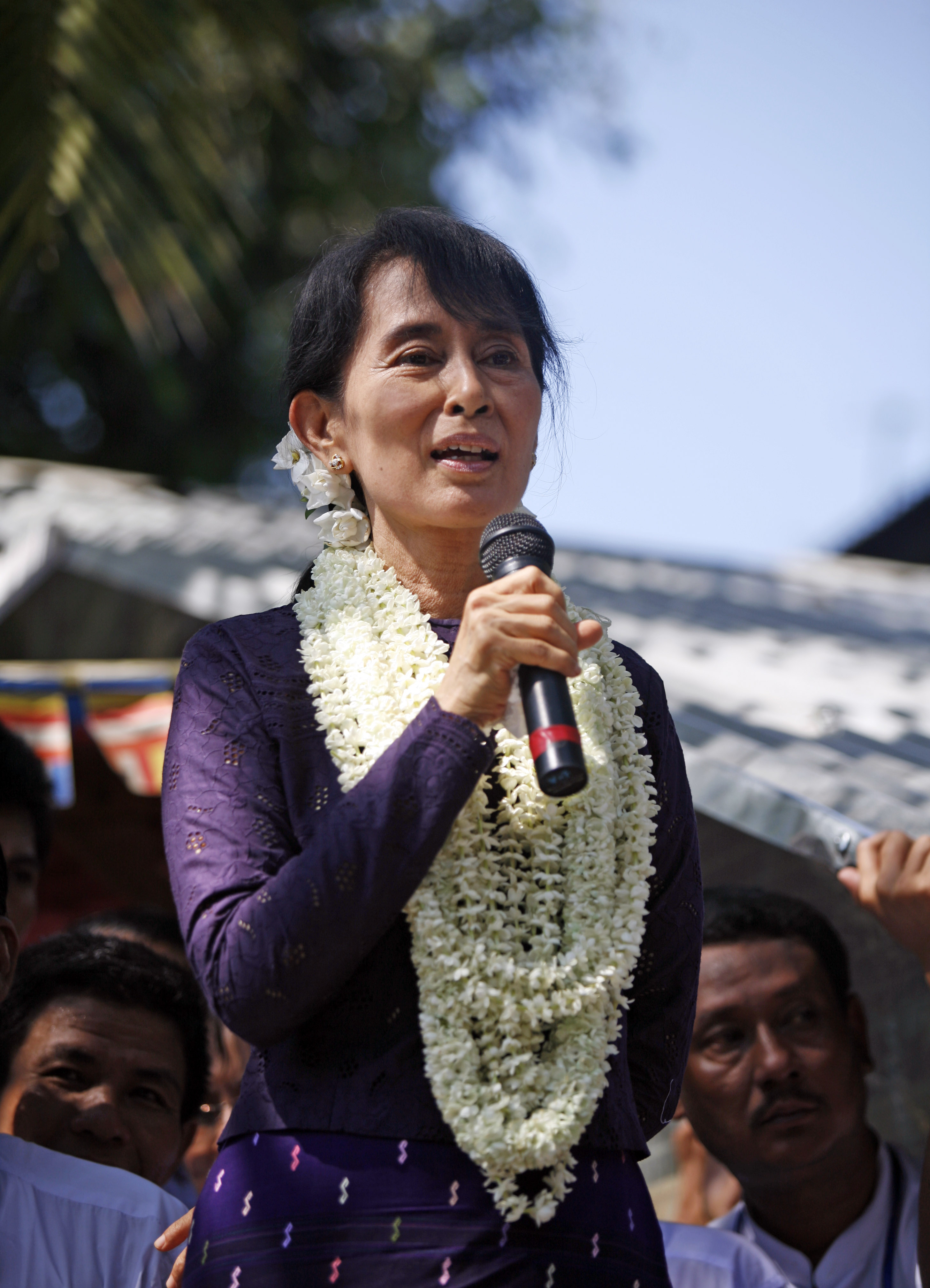
Aung San Suu Kyi în noiembrie 2011

Aung San Suu Kyi (în birmană: အောင်ဆန်းစုကြည်; n. 19 iunie 1945, Rangoon, Birmania) este o politiciană din Birmania (Myangma). În 1990 i s-au decernat Premiul Rafto și Premiul Sakharov pentru libertate în gândire. În anul 1991, i s-a acordat Premiul Nobel pentru Pace, ca urmare a eforturilor ei pașnice și non-violente de restabilire a democrației, suprimată de regimul militar opresiv din țara ei.
La alegerile parțiale pentru Camera inferioară a Parlamentului, Pyithu Hluttaw, din 1 aprilie 2012 Aung San Suu Kyi a fost aleasă deputată din partea cirmuscripției electorale Kawhmu.Partidul ei a obținut 43 din cele 45 locuri supuse la vot. La 2 mai 2012 a depus jurământul ca deputată. 
La 8 noiembrie 2015 partidul ei, Liga Națională pentru Democrație a câștigat majoritatea absolută a locurilor în parlament. În martie tovarășul ei de partid, Htin Kyaw, a fost ales presedinte al Uniunii Birmane cu o majoritate de două treimi din voturi, având sprijinul suplimentar al unor partide mici. In 2016 Suu Kyi a fost numită consilier de stat al Birmaniei cu prerogative de prim ministru , ministru al Oficiului Președintelui și ministru al afacerilor externe.
În anii 2016-2021 în urma alegerilor democratice,  a îndeplinit  funcția de Consilier de stat, cu prerogative de șef al guvernului, precum și cea de ministru de externe al Birmaniei
În timpul guvernării ei comandanții armatei și-au păstrat privilegii în conducerea țării.
Represiunea și expulzarea în masă de către armata birmană a populației musulmane Rohyinga din nordul țării, în urma unor  acțiuni naționaliste violente, a fost denunțată în lume ca „genocid ” și Aung San Suu Kyi a fost sever criticată pentru a nu fi condamnat aceste fapte. I s-au retras, drept consecință, mai multe din premiile și titlurile ce i-au fost decernate pentru lupta ei pentru drepturi cetățenești și democrație, ca de pildă, Premiul Elie Wiesel, premiul Amnesty International etc. În urma loviturii de stat militare din februarie 2021 guvernul birman a fost dizolvat, iar Aung San Suu Kyi a fost scoasă din funcții și pusă în arest la domiciliu. În decembrie 2021 în cursul unui proces înscenat, un tribunal special al regimului militar a condamnat-o la patru ani închisoare pentru ațâțare la violență și violarea măsurilor impotriva pandemiei COVID-19. La câteva ore după verdict a pedeapsa i-a fost redusă la doi ani de închisoare. În februarie 2022
Suu Kyi a fost condamnată la o pedeapsă suplimentară de 4 ani închisoare.  

## Influențe politice
Este al treilea copil al generalului Aung San și a lui Ma Khin Kyi (care a devenit ulterior Daw Khin Kyi), o asistentă medicală. Fratele ei preferat a murit înecat la o vârstă fragedă, iar celălalt frate a emigrat în SUA, devenind cetățean american.
Tatăl ei, unul din fondatorii Partidului Comunist din Birmania, apoi (1943) comandant al Armatei de Independență a Birmaniei și ulterior (1946) conducător al Ligii Antifasciste pentru Libertatea Birmaniei, a fost acela care a negociat independența Birmaniei cu Marea Britanie în 1947, fiind apoi, în același an. asasinat de către rivalii săi 
După ce tatăl ei a fost asasinat, mama ei a devenit o figură publică importantă, ocupând printre altele postul de ambasador al Birmaniei în India. Aung San Suu Kyi a acompaniat-o pe mama ei la New Delhi, unde a urmat cursurile liceale și post liceale (la Lady Shri Ram College). A studiat apoi la Universitatea Oxford din Marea Britanie și la Școala de Studii Orientale și Africane, Universitatea din Londra. În timpul studiilor din Marea Britanie a fost în grija Lordului Gore-Booth, fostul ambasador britanic în Birmania și High Commissioner în India și a soției acestuia. În casa acestora l-a cunoscut pe Michael Aris, un cercetător al culturii tibetane, care i-a devenit soț, ei având apoi doi fii, Alexander și Kim.
Între 1969 și 1971 a studiat la New York, locuind la Ma Than E, un angajat al Națiunilor Unite. Alege să nu își termine studiile, angajându-se la Secretariatul Națiunilor Unite ca „Assistant Secretary” al Comitetului Consultativ pentru Probleme Administrative și Bugetare. Seara lucrează ca voluntară în spitale.
Suu Kyi s-a întors în Myanmar în 1988 pentru a-și îngriji mama bolnavă, găsindu-și țara răscolită de conflicte și proteste. Grupuri largi de studenți, călugări budiști și oameni obișnuiți organizaseră numeroase proteste în Rangoon și în alte orașe, revoltați de situația economică dezastruoasă a țării și de ignorarea constantă a celor mai elementare drepturi ale omului, sub dictatura generalului Ne Win și a Partidului Programului Socialist Birmanez, dând naștere la ceea ce va rămâne în istorie ca "Mișcarea 8888" (8 august 1988) Din păcate însă, armata a intervenit în forță și, după unele estimări, aproximativ 10000 de oameni au fost uciși. În urma evenimentelor, o nouă mișcare militară a preluat puterea.
Puternic influențată de filosofia nonviolenței a lui Mahatma Gandhi, Aung San Suu Kyi a intrat în politică pentru a lupta pentru democrație și, ca urmare, a fost arestată la domiciliu în 1989. În schimbul libertății, i s-a propus, în repetate rânduri, părăsirea țării, dar aceasta a refuzat, conștientizând imposibilitatea unei reveniri ulterioare.

## Detenția în Myanmar
În 1990, regimul militar a organizat alegeri generale, pe care partidul lui Aung San Suu Kyi, Liga Națională a Democrației, le-a câștigat în mod decisiv, cu o majoritate de 82%. În mod normal, având în vedere rezultatul obținut, ea ar fi trebuit să ocupe funcția de prim ministru. Rezultatele nu au fost însă recunoscute, armata refuzând să cedeze puterea. Acest eveniment a determinat o reacție internațională și a condus parțial la câștigarea Premiului Sakharov în acel an și a Premiului Nobel în cel următor de către Aung San Suu Kyi. Ea a folosit banii primiți (1,3 milioane US $) de la fundația Alfred Nobel pentru a înființa un fond pentru sănătate și educație în folosul poporului birmanez.
A fost eliberată din arestul la domiciliu în iulie 1995, cunoscut fiind faptul că o eventuală părăsire a țării pentru vizitarea familiei în Marea Britanie ar fi fost și definitivă pentru Suu Kyi, prin neacordarea permisiei de reintrare în țară la revenire. Atunci când soțul ei, cetățean britanic, a fost diagnosticat ca având cancer la prostată în 1997, guvernul a refuzat să îi acorde acestuia viza de intrare. Suu Kyi a rămas în Burma și nu și-a mai revăzut soțul. Acesta a murit în martie 1999. Ea rămâne separată de copiii ei, aflați în Marea Britanie. Deși fiul său, Kim, s-a căsătorit și are un copil, Aung San Suu Kyi nu și-a cunoscut niciodată nora și nepotul.
Suu Kyi a fost în mod repetat împiedicată să se întâlnească cu susținătorii partidului ei, pentru ca în septembrie 2000 să fie din nou arestată la domiciliu. Pe 6 mai 2002, ca urmare a negocierilor conduse de Națiunile Unite, ea a fost eliberată; un purtător de cuvânt al guvernului a afirmat că este liberă să plece „deoarece considerăm că putem avea încredere unii în ceilalți”. Aung San Suu Kyi a proclamat „Un nou început pentru țară!”. Cu toate acestea, pe 30 mai 2003, caravana ei a fost atacată în satul nordic Depayin de o grupare plătită a guvernului, care a rănit și ucis mai mulți dintre susținătorii ei. Aund San Suu Kyi a supraviețuit atacului cu ajutorul șoferului ei, Ko Kyaw Soe Lin, dar a fost arestată până să ajungă la Ye-U. A fost închisă în închisoarea Insein în Yangon. După o operație chirurgicală în septembrie 2003, ea a fost din nou plasată sub arest la domiciliu în Yangon.
Pe data de 13 noiembrie 2010 a fost eliberată de către junta militară birmană, care a ținut-o timp de 7 ani în arest la domiciliu.
Comentând eliberarea ei, președintele american Barack Obama a numit-o „eroină”.
La 6 decembrie 2021, Suu Kyi a fost condamnată la 4 ani de închisoare.

## Sprijin internațional
Pe 2 decembrie 2004, Statele Unite au făcut presiuni asupra guvernului birmanez pentru eliberarea liderului opoziției parlamentare, Aung San Suu Kyi, după un anunț recent care susținea extinderea termenului de arest la domiciliu.
Pe 17 iunie 2005, mai multe țări ale lumii au organizat proteste la sediile ambasadelor Myanmar, în cinstea zilei de naștere a lui Suu Kyi, care a împlinit 60 de ani.
În 2001, formația irlandeză U2 a lansat melodia Walk On, dedicată lui Aung San Suu Kyi. Melodia a fost interzisă de guvernul birmanez. În timpul concertelor din Londra și Glasgow (19 iunie, respectiv 21 iunie 2005 ), U2 a dedicat melodia Running to Stand Still lui Aung San Suu Kyi. Și alți artiști, cum ar fi Coldplay, R.E.M. și Damien Rice, au sprijinit cauza lui Aung San Suu Kyi. În 2004, în SUA și Canada a fost lansat albumul-compilație "For the lady", incluzând melodii cântate de U2, R.E.M., Avril Lavigne, Pearl Jam, Matchbox 20 și alții, dedicat lui Aung San Suu Kyi și eforturilor sale pentru democrație.
Viața lui Suu Kyi este prezentată în filmul lui John Boorman din 1995 "Dincolo de Rangoon" (Beyond Rangoon), rolul principal fiind jucat de Patricia Arquette.
Aung San Suu Kyi a fost numită membru de onoare al Institutului pentru Democrație și Asistență Electorală (International IDEA) încă de la arestarea ei și a primit sprijin din partea organizației în vederea eliberării sale.

## Premii și distincții
- Premiul Memorial Thorolf Rafto, Norvegia, (1990)[16]
- Premiul Saharov (1990)
- Premiul Nobel pentru Pace (1991)
- Premiul Internațional Simón Bolívar (1992)[17]
- Jawaharlal Nehru Award for International Understanding (1993) [18]
- Premiul pentru Pace al Internaționalei Liberale (1995)[19]
- Companion Onorific al Ordinului Australian (1996)[20]
- Freedom of Dublin City,Irlanda (1999)
- Presidential Medal of Freedom (2000)[21]
- UNESCO Madanjeet Singh Prize for the Promotion of Tolerance & Non-Violence  (2002)
- Gwangju Prize for Human Rights (2004)[22]
- Premiul Olof Palme Prize (2005)
- Doctor în drept (honoris causa) al Memorial University of Newfoundland (2004)[23]
- Premiul Freedom from Fear (2006)[24]
- Cetățean onorific al Canadei (2007)[25]
- Președinte onorific al LSE Students' Union (2007)[26]
- Doctor în litere (honoris causa)]] al Colgate University (2008)[27]
- Congressional Gold Medal (2008)[28]
- Premi Internacional Catalunya (2008)[29]
- Freedom Of Glasgow (2009)[30]
- Mahatma Gandhi International Award for Peace and Reconciliation (2009)[31]
- Doctor în drept (honoris causa) al University of Ulster (2009)[32][33]
- Ambassador of Conscience Award (2009) from Amnesty International[34]

### de Aung San Suu Kyi
- Freedom from Fear and Other Writings. Edited with introduction by Michael Aris. 2nd ed., revised. New York and London: Penguin, 1995. (Includes essays by friends and scholars.)
- Voice of Hope: Conversations. London: Penguin, 1997 and New York City: Seven Stories Press, 1997 (Conversations beginning in November 1995 with Alan Clements, the founder of the Burma Project in California who helped with the script for the film based on her life, “Beyond Rangoon”.)

### despre Aung San Suu Kyi
- Aung San Suu Kyi, în Current Biography, februarie 1992.
- Clements, Alan and Leslie Kean. Burma’s Revolution of the Spirit: The Struggle for Democratic Freedom and Dignity. New York: Aperture, 1994.
- Clements, Alan. Burma: The Next Killing Fields. Tucson, Arizona; Odonian Press, 1992. (Cu o prefaă de Dalai Lama.)
- Lintner, Bertil. Burma in Revolt: Opium and Insurgency since 1948. Boulder. Colorado: Westview, 1994.
- Lintner, Bertil. Outrage: Burma’s Struggle for Democracy. 2nd ed., Edinburgh: Kiscadale, 1995.
- Mirante, Edith T. Burmese Looking Glass. A Human Rights Adventure and a Jungle Revolution. New York: Grove, 1993.
- Smith, Martin J. Burma: Intrangency and the Politics of Ethnicity. London: Zed Books, 1991.
- Victor, Barbara. The Lady: Aung San Suu Kyi: Nobel Laureate and Burma’s Prisoner. Boston and London: Faber & Faber, 1998.